# O que a Rússia deve fazer com a Ucrânia
"O que a Rússia deve fazer com a Ucrânia" (em russo:  Что Россия должна сделать с Украиной) é um artigo de opinião escrito por Timofey Sergeytsev e publicado pela agência de notícias estatal russa RIA Novosti. O artigo pede a destruição total da Ucrânia como Estado e da identidade nacional ucraniana com o objetivo de "desnazificação" desta última.
Foi publicado em 3 de abril de 2022 no contexto da invasão russa da Ucrânia em curso, no mesmo dia em que os corpos de dezenas de civis foram descobertos após a retirada das forças russas da cidade ucraniana de Butcha.
O artigo causou críticas e indignação internacional e foi condenado como prova de intenção genocida.

## Contente
O artigo defende a “censura brutal” da cultura ucraniana, a “reeducação” em larga escala e a “ desucrainização ” dos ucranianos nos territórios ocupados pela Rússia na invasão da Ucrânia em 2022.
O autor insiste que o etnocentrismo da Ucrânia é uma perversão artificial, que a existência da Ucrânia é "impossível" como um estado-nação, e que a própria palavra "Ucrânia" não pode existir. Segundo o autor, a Ucrânia deveria ser desmantelada e substituída por vários estados sob controle direto da Rússia. Ele acrescenta que o "componente étnico de auto-identificação" da Ucrânia também seria rejeitado após sua ocupação pela Rússia.
O autor afirma que "provavelmente a maioria" dos civis ucranianos são "nazistas" que "tecnicamente" não podem ser punidos como criminosos de guerra, mas podem ser submetidos à "desnazificação". Enquanto Sergeytsev observa que não há partidos nazistas, símbolos, leis racistas ou outras evidências do nazismo real, ele rebate afirmando que " o nazismo ucraniano é único devido ao seu amorfismo e ambiguidade", o que é, segundo Timothy Snyder, equivalente a uma "definição especial russa de nazismo". O autor afirma que os banderitas são na verdade marginais ao "ucro-nazismo", e que a verdadeira ameaça é o pró-europeísmo.
Ele afirma que os ucranianos devem "assimilar a experiência" da guerra "como uma lição histórica e expiação por [sua] culpa". Após a guerra, o trabalho forçado, a prisão e a pena de morte seriam usados como punição. Depois disso, a população seria "integrada" à " civilização russa". O autor descreve as ações planejadas como uma " descolonização " da Ucrânia.
De acordo com Anton Shekhovtsov, escrevendo no Haaretz, o artigo é uma versão expandida de um artigo de 2016 do colunista russo Alexander Zhuchkovsky, que está ligado ao Movimento Imperial Russo. Nesse artigo, Zhuchkovsky pediu a desumanização dos ucranianos, dizendo: "É natural e certo, pois estamos lutando não contra pessoas, mas contra inimigos, [...] não contra pessoas, mas contra ucranianos".

## Autor
O autor do texto, Timofey Sergeytsev, assessorou projetos de Victor Pinchuk de 1998 a 2000, incluindo a campanha eleitoral parlamentar de Pinchuk em 1998 na Ucrânia, e foi membro do Conselho de Administração do Grupo Interpipe.
Ele nasceu em 1963. Ele estudou no Instituto de Física e Tecnologia de Moscou em 1980, onde foi aluno de Georgy Shchedrovitsky.
Em 1999, ele trabalhou para a campanha presidencial do então presidente ucraniano Leonid Kuchma. Em setembro de 2004, ele foi consultor de Viktor Ianukovytch. Em 2010, ele trabalhou com Arseniy Yatsenyuk. Em 2012, Sergeitsev co-produziu o longa-metragem russo Match, que foi criticado por Ukrainophobia. Em 2014, foi proibido no território da Ucrânia como propaganda.
De acordo com Der Tagesspiegel, Sergeitsev apoia o partido político pró-Putin " Plataforma Cívica " financiado por um dos oligarcas do círculo íntimo de Putin. Segundo Euractiv, Sergeitsev é "um dos ideólogos do fascismo russo moderno".

## Reações

### Reação doméstica
Dmitry Medvedev, vice-presidente do Conselho de Segurança da Rússia, reiterou os principais pontos do artigo alguns dias após sua publicação. De acordo com Medvedev, "um segmento apaixonado da sociedade ucraniana tem orado ao Terceiro Reich", A Ucrânia é um estado nazista como o Terceiro Reich que deve ser "desnazificado" e "erradicado", e o resultado será um colapso da Ucrânia como Estado. Medvedev afirma que o colapso é um caminho para "abertura da Eurásia de Lisboa a Vladivostoque".
Em 26 de abril de 2022, Nikolai Patrushev disse que "os americanos, usando seus protegidos em Kyiv, decidiram criar um antípoda de nosso país, escolhendo cinicamente a Ucrânia para isso, tentando dividir uma nação essencialmente única" e que "o resultado da política do Ocidente e o regime de Kyiv sob seu controle só pode ser a desintegração da Ucrânia em vários estados".

### Reações internacionais
O presidente da Ucrânia Volodymyr Zelenskyj disse que o artigo é uma prova dos planos da Federação Russa de realizar um genocídio de cidadãos ucranianos. Ele observou que, para denotar o genocídio dos ucranianos no artigo, os termos "desucranização" e "deseuropeização" foram usados. Na sua opinião, esta é uma das provas para um futuro tribunal contra os crimes de guerra russos na Ucrânia.
De acordo com um representante da Ucrânia nas negociações de paz russo-ucranianas, Mykhailo Podoliak, o artigo é um apelo oficial para assassinatos em massa de ucranianos por causa de sua etnia e será considerado como tal pelos tribunais criminais internacionais. O Ministro da Cultura e Política de Informação da Ucrânia Oleksandr Tkachenko comentou:
Cinicamente, o autor fala sobre o nazismo ucraniano. Quando vemos exatamente o oposto: a Rússia está assassinando em massa ucranianos por causa de sua identidade nacional. Como devo chamá-lo? Vou responder imediatamente: é genocídio do povo ucraniano pela Rússia.
O chefe do Ministério das Relações Exteriores da Letônia, Edgars Rinkēvičs, chamou o artigo de "fascismo comum". O ex-embaixador canadense na Ucrânia Roman Waschuk disse que "é essencialmente uma retórica 'licença para matar' ucranianos".
Slavoj Žižek chamou o artigo de "loucos delírios" e observou que "a exploração brutal do Sul Global pelas potências imperiais ocidentais é uma verdade que nunca deve ser esquecida. Mas é estranho ouvir tal conversa da Rússia, com sua longa história de tal comportamento... Agora, nos dizem que o Cazaquistão, Azerbaijão, Geórgia e Ucrânia serão "descolonizados" por meio de... colonização russa. Os territórios serão libertados contra a vontade de seu povo (que terá que ser reeducado ou dissolvido de outra forma)" e que "se uma nova guerra mundial deve ser evitada, será através de uma "paz quente", com forças militares massivas investimentos sustentando um frágil novo equilíbrio de poder."

### Jurídico
Na Alemanha, em abril, o deputado do Bundestag, Thomas Heilmann, entrou com uma ação contra o autor do artigo. Segundo Heilmann, o artigo pode ser uma violação da Convenção para a Prevenção e Punição do Genocídio.
Na Ucrânia, em maio, o Gabinete do Procurador-Geral abriu uma investigação pré-julgamento sobre o caso.

## Crítica
De acordo com Mika Aaltola, diretor do Instituto Finlandês de Assuntos Internacionais, o artigo mostrava a propaganda de guerra russa "se desenvolvendo em uma direção preocupante".
De acordo com Meduza, o artigo é "essencialmente um plano para o genocídio " dos ucranianos.
De acordo com o especialista de Oxford em assuntos russos Samuel Ramani, o artigo "representa o pensamento dominante do Kremlin".
O historiador americano Timothy Snyder escreveu que o texto "defende a eliminação do povo ucraniano como tal". Mais tarde, ele observou que usa uma definição especial da palavra "nazista": "um nazista é um ucraniano que se recusa a admitir ser russo". Em sua opinião, o artigo revela a intenção genocida da Rússia.
Slavoj Žižek escreveu: "Então, a Rússia planeja fazer com a Ucrânia o que Bertolt Brecht descreve em seu poema de 1953 "A Solução": dissolver o povo e eleger outro. Ao ler os delírios loucos de Sergeytsev ao lado da afirmação de Putin de que Lenin inventou a Ucrânia, podemos discernir a atual posição russa. A Ucrânia tem dois pais: Lenin, que a inventou, e Hitler, que inspirou os “ukronazis” de hoje a concretizar a invenção de Lenin... Agora, nos dizem que Cazaquistão, Azerbaijão, Geórgia e Ucrânia serão “descolonizados” por meio da… colonização russa. Os territórios serão libertados contra a vontade do seu povo (que terá de ser reeducado ou dissolvido). Se uma nova guerra mundial deve ser evitada, será por meio de uma “paz quente”, com investimentos militares maciços sustentando um frágil novo equilíbrio de poder. A fragilidade da situação decorre não apenas de interesses econômicos conflitantes, mas também de interpretações conflitantes da realidade, que não se trata apenas de acertar os fatos. Mas simplesmente tentar provar que as alegações russas são falsas erra o ponto levantado por Aleksandr Dugin, filósofo da corte de Putin: “A pós-modernidade mostra que toda assim chamada verdade é uma questão de acreditar. Portanto, temos nossa verdade russa especial que você precisa aceitar.” A fé, ao que parece, supera o conhecimento. De acordo com a “verdade russa especial”, os soldados da Rússia não deixaram para trás cadáveres de civis brutalizados em Bucha e outras cidades e vilas ucranianas; Os propagandistas ocidentais supostamente encenaram essas atrocidades. Dadas essas circunstâncias, os ocidentais devem parar de propor que Zelenskyj se encontre com Putin para negociar um acordo de paz... Quaisquer negociações eventuais terão que ser conduzidas por burocratas de nível inferior. Putin e seu círculo íntimo são criminosos que devem ser ignorados o máximo possível".